# Sebastián Coates
Sebastián Coates Nion (Montevideo, Uruguay, 7 de octubre de 1990) es un futbolista uruguayo que juega como defensa en el Club Nacional de Football de la Primera División de Uruguay.
Comenzó su carrera en Nacional, luego de llegar al club a la edad de 11 años. Debutó profesionalmente en 2009 tras ser ascendido al primer equipo. Durante su etapa en Nacional obtuvo el Campeonato Uruguayo en dos oportunidades, además de marcar ocho goles.
Tras permanecer durante tres temporadas en el club uruguayo fue transferido al Liverpool F. C. a mediados del año 2011. Con la selección de Uruguay participó en la Copa América 2011, donde fue premiado como Mejor jugador joven de la competición y la selección uruguaya obtuvo su 15.ª copa continental.

## Trayectoria

### Nacional
Inició su carrera como futbolista en Nacional, club al cual llegó con once años de edad, donde jugó todas las divisiones formativas. En 2009, con 18 años, fue ascendido al plantel de primera división a pedido del director técnico Gerardo Pelusso. Su debut oficial se produjo el 18 de abril del mismo año ante Bella Vista, donde jugó como titular, en la octava fecha del Torneo Clausura por el Campeonato Uruguayo 2008-09, que terminó con una victoria por 2-0 a favor de Nacional. El 26 de abril de 2009., anotó su primer gol en Primera División con Nacional en el empate 1-1 frente al Liverpool, precisamente una fecha después de jugar su primer partido. Después de sus actuaciones destacadas, empezó a ganarse el puesto de titular.
Coates hizo su debut en la Copa Libertadores el 30 de abril de 2009, en la victoria por 3-1 frente a Nacional de Paraguay, en el cual anotó el segundo gol del equipo uruguayo, en el minuto 80 del partido. Tras esta victoria, Nacional se clasificaría a la siguiente ronda siendo primero del grupo. Después de este encuentro, Sebastián fue partícipe en los partidos de cuartos de final y semifinal disputados por el equipo tricolor, frente al Palmeiras y Estudiantes de La Plata (quien se coronó campeón de la Copa) respectivamente. Nacional quedó fuera en semifinales pero su desempeño en la Copa Libertadores fue el mejor de un club uruguayo en dos décadas (después de la última coronación del mismo Nacional en la edición de 1988.)

En la definición del Campeonato Uruguayo 2008-09, el aporte de Sebastián para que Nacional obtuviera el título fue fundamental. Además de su buena labor defensiva, anotó dos goles. La primera anotación fue en la etapa de Semifinal, para una victoria por 3-0 a favor del equipo albo, así obteniendo el pasaje de jugar la final, a dos partidos. En el primer encuentro, Coates marcó el gol del empate, el cual finalmente se convertiría en victoria tricolor por un marcador de 2 a 1. Nacional ganó el segundo partido final, también por dos a uno, convirtiéndose en campeón uruguayo, lo que fue el primer título profesional para Coates.
Después de una destacada actuación con la selección de Uruguay en el Mundial Sub-20 de Egipto, en la temporada 2009-10, con Eduardo Acevedo al mando del plantel, Coates se convirtió en titular indiscutible y además marcó dos goles, ambos frente a Rampla Juniors por el Torneo Apertura, el cual terminó coronándose campeón. Volvió a anotar un gol en un torneo internacional, en la Copa Libertadores 2010, en la victoria del conjunto albo por dos a cero frente a Banfield, en la instancia de fase de grupos. Sin embargo, a pesar de clasificar en el 1.º puesto hacia la siguiente instancia, el club quedó afuera de la Copa al perder en octavos ante Cruzeiro. Aunque no logró títulos oficiales ese año, a nivel personal Coates fue premiado como mejor defensa del Campeonato Uruguayo 2009-10.
Para la siguiente campaña 2010-11, las buenas actuaciones de Sebastián provocaron el interés de clubes extranjeros, como el San Pablo, Botafogo y Benfica. Pese a ello, Coates seguiría en el club, y tendría su mejor temporada con Nacional. En 2011, Nacional consiguió el Torneo Clausura y a continuación el título del Campeonato Uruguayo tras derrotar en un partido decisivo al ganador del Torneo Apertura Defensor Sporting. Tras realizar una gran temporada, Óscar Tábarez lo citó para integrar el plantel de la selección uruguaya para disputar la Copa América 2011. En dicha competición, la celeste terminó coronándose con el título, y Coates tuvo una destacada actuación, lo que le valió el premio al mejor jugador joven.
Su desempeño en la Copa América atrajo renovado interés de clubes extranjeros. Coates llegó a disputar la segunda fecha del Torneo Apertura de la Campeonato 2011-12, ante Defensor Sporting, en lo que fue su último partido con Nacional. El 30 de agosto de 2011 Coates terminó firmando contrato con el Liverpool, que pagó 14 millones de dólares por la transferencia, de los cuales 8 millones fueron para Nacional, en lo que constituye el pase más caro en la historia del fútbol uruguayo.

### Liverpool F. C.
Coates debutó con los reds el 18 de septiembre de 2011 ante el Tottenham Hotspur, en la quinta jornada de la Premier League, sustituyendo en el minuto 27 a Daniel Agger. En su primera temporada, Coates fue dirigido por el histórico goleador y gloria del Liverpool, Kenny Dalglish. Disputó su primer encuentro como titular el 21 de septiembre ante el Brighton, por la tercera ronda de la Copa de la Liga de Inglaterra. En dicha competición el Liverpool se consagró campeón tras derrotar en la final al Cardiff City, el 26 de febrero de 2012, ganando así Coates su primer título con el equipo inglés. Si bien el joven defensa no jugó en el partido final, participó en cinco encuentros a lo largo de la Copa.
Marcó su primer gol con la camiseta del Liverpool el 22 de noviembre en un partido en el que jugó para el equipo de reserva, y su primer gol oficial lo convirtió frente al Queens Park Rangers gracias a una tijereta, en la fecha n.º 29 de la Premier League 2011-12.
El 6 de enero de 2012 debutó en la FA Cup en la victoria por cinco a uno ante el Oldham en el partido correspondiente a la tercera ronda en la cual Liverpool clasificó a la siguiente fase.
En las temporadas 2012-2013 y 2013 -2014 sería dirigido por el entrenador Brendan Rodgers.

### Sunderland A. F. C.
El 1 de septiembre de 2014 el Sunderland A. F. C. confirmó la cesión por una temporada de Coates. En el cuadro del norte de Inglaterra Coates fue entrenado por su compatriota Gustavo Poyet hasta la fecha 29 del torneo. Luego fue sustituido por el holandés Dick Advocaat, con quien lograron el objetivo de permanecer en la Premier League.
De cara a la temporada 2015-16, el 1 de julio de 2015 el Sunderland A. F. C. anunció que hizo uso de la opción de compra definitiva por Coates, firmando un nuevo vínculo por cuatro temporadas con el zaguero uruguayo. El inicio de ese campeonato tuvo un hecho significativo. El entrenador Dick Advocaat le había prometido a su esposa que luego de la temporada recientemente terminada, abandonaría la actividad de entrenador. Sin embargo, los simpatizantes del Sunderland le regalaron a su esposa un ramo de rosas gigante cuyo costo alcanzó las 2000 libras. Con este gesto de agradecimiento por su salvadora conducción, el técnico holandés revió su decisión inicial y comenzó la temporada como DT de los "black cats".
El 26 de enero de 2016, y habiendo disputado 16 encuentros de la Premier League hasta el momento, fue cedido a préstamo al Sporting C. P. hasta el final de la temporada.

### Sporting C. P.
Fue anunciado como nuevo fichaje el 28 de enero de 2016, y debutó el 8 de febrero frente al Rio Ave F. C. como visitante. Hasta el final de esa temporada disputó 13 encuentros (10 victorias) y anotó un gol. Desde su arribo se transformó en titular indiscutido del equipo lisboeta, razón por la cual el club portugués extendió el préstamo por una nueva temporada el 10 de mayo, y en febrero de 2017 confirmó la transferencia definitiva firmando un nuevo contrato hasta 2022. 
En la temporada 2017-2018 Coates obtuvo su primer título con Sporting C. P., al alcanzar la Copa de la Liga. Fue en definición por penales frente Vitoria Setúbal, donde Coates anotó uno de los lanzamientos.
La temporada 2018-19 implicaría el doblete de la Copa de la Liga frente a F. C. Porto por penales, sumando en mayo de ese año la obtención de la Copa de Portugal, nuevamente frente al Porto y otra vez en definición por penales donde Coates anotó para los leones. En esa temporada, Coates también fue protagonista de un hecho relevante. Por la fecha 7 del campeonato doméstico, Sporting enfrentaba a Portimorense como visitante. En una jugada que desembocó en un gol rival, el arquero de Sporting Roman Salin chocó fuertemente su cabeza contra el poste, quedando inconsciente en el campo. Coates se encontraba cerca de la acción y notó que el arquero no podía respirar porque su lengua obstruía su vía respiratoria. Sin esperar la intervención de los médicos, el propio Coates socorrió a su compañero, en un gesto que fue reconocido por todo el fútbol portugués e internacional.
A lo largo de las ocho temporadas y media que defendió al Sporting C. P., jugó un total 369 partidos en los que marcó 37 goles y ganó ocho títulos, entre ellos la Primeira Liga en dos ocasiones. Además, desde 2020 fue el capitán del equipo.

### Regreso a Nacional
A pesar de haberse renovado su contrato con el Sporting C. P. de manera automática hasta 2025, en julio de 2024 anunció su salida del club para volver a Nacional.

## Selección nacional

### Selecciones juveniles
Coates formó parte del seleccionado uruguayo que disputó el Sudamericano Sub-17 del año 2007 disputado en Ecuador y dirigido por Roland Marcenaro. En la fase inicial, Uruguay ganó un partido, empató otro y perdió dos, no pudiendo avanzar al hexagonal final. 
Con el seleccionado sub-20 Coates disputó el Campeonato Sudamericano Sub-20 de 2009 y el 
Mundial Sub-20 de Egipto celebrado el mismo año. Su entrenador fue Diego Aguirre. En el Sudamericano, Coates disputó seis de los nueve encuentros protagonizados por la celeste, la cual clasificó al Mundial Sub-20 tras quedar tercero en la fase final del campeonato. Al momento de comenzar el campeonato, Coates no había debutado oficialmente en la Primera División de su club. 
De cara al Mundial de Egipto, Coates ya se había afianzado como titular en la Primera División de Nacional, por lo que se constituyó en uno de los jugadores con mayor roce de la selección sub-20. En Egipto, jugó los cuatro partidos disputados por la selección, frente a Inglaterra, Uzbekistán y Ghana en la fase de grupos, y en la instancia de octavos de final frente al seleccionado de Brasil, cayendo derrotada por un marcador de 1-3.
| Mundial                  | Sede   | Resultado        | Partidos | Goles |
| ------------------------ | ------ | ---------------- | -------- | ----- |
| Copa Mundial Sub-20 2009 | Egipto | Octavos de final | 4        | 0     |

#### Participaciones en los Juegos Olímpicos
El 9 de julio de 2012 fue incluido por Óscar Washington Tabárez en la lista de jugadores que participaron en los Juegos Olímpicos de Londres 2012. Si bien Coates tenía edad para jugar como menor de 23 años, el zaguero ya formaba parte de la Selección absoluta de su país. Esto permitió que los refuerzos mayores se concentraran en otras partes del campo como el ataque (Luis Suárez y Edinson Cavani) y el mediocapo (Egidio Arévalo Ríos). Si bien los juegos se desarrollaron en la ciudad de Londres, la disciplina del fútbol se disputó en otras ciudades de Gran Bretaña, incluyendo algunas fuera de Inglaterra como Cardiff y Glasgow.
En los Juegos, Coates disputó todos los minutos de Uruguay en la primera fase, donde quedó eliminado. El debut fue con victoria por 2 a 1 frente a Emiratos Árabes Unidos en la ciudad de Machester (Old Trafford). El segundo partido se disputó en el mítico estadio de Wembley en Londres y fuer derrota por 2 a 0 ante Senegal. El tercer y último encuentro fue ante el equipo local de Gran Bretaña y se disputó en la ciudad galesa de Cardiff (Millennium Stadium, hoy llamado Principality Stadium). Los celestes precisaban una victoria para tener aspiraciones a pasar la fase de grupos, pero un gol de Daniel Sturridge en los instantes finales del primer tiempo condenó la suerte de los Charrúas. Curiosamente, solo 6 meses después de haberse enfrentado, Coates y Sturridge serían compañeros de equipo en el Liverpool.
| Copa                             | Sede        | Resultado      | Partidos | Goles |
| -------------------------------- | ----------- | -------------- | -------- | ----- |
| Juegos Olímpicos de Londres 2012 | Reino Unido | Fase de grupos | 3        | 0     |

### Selección absoluta
Con la selección absoluta ha sido internacional en 39 ocasiones. 
El DT de la selección uruguaya, Óscar Tábarez, lo citó por primera vez para disputar la instancia de repechaje para la Copa Mundial de Fútbol 2010, frente a Costa Rica, 
aunque Coates no jugó un solo minuto. Su debut fue el 23 de junio de 2011, previo a la Copa América, en un encuentro amistoso ante la selección de Estonia, que finalizó con marcador de 3-0 a favor de los uruguayos.
Fue convocado para integrar el plantel de la selección que disputaría la Copa América 2011 realizada en Argentina. En dicha competición, Coates empezó siendo suplente pero rápidamente entró en el equipo titular, frente a Chile en la fase de grupos, y luego se convirtió en una de las figuras de Uruguay en el campeonato. Si bien debutó en línea de tres zagueros con Martín Cáceres y Diego Lugano, en el tercer partido frente a México el DT de Uruguay adoptó el 4 4 2 que mantendría hasta el final del campeonato. Allí le tocó hacer dupla de zagueros con Lugano, alcanzando un nivel destacado.
Los Celestes obtendrían un nuevo título continental, llegando a 15 copas y superando a Argentina que quedó relegada con 14. La final se disputó en el Estadio Monumental de Núñez con más de 30 000 uruguayos presentes en la victoria de 3 a 0 ante Paraguay. Los goles fueron anotados por Luis Suárez y Diego Forlán en dos ocasiones. Coates, que en ese momento contaba con 20 años obtuvo la distinción como mejor jugador joven del torneo.
A partir de ese torneo, Coates se transformó en integrante habitual de las convocatorias de la Selección. De cara a las clasificatorias para el Mundial de Brasil 2014, Coates fue convocado desde la primera fecha. También fue parte de la del plantel que participó de la Copa Confederaciones 2013, alcanzando el cuarto puesto.
En agosto de 2013 y defendiendo a Uruguay en Tokio frente a Japón, Coates sufrió una rotura de ligamento cruzado anterior de la rodilla derecha. Su recuperación demandó cerca de 8 meses, pero le permitió volver a competir a gran nivel. Así, a pocos meses de volver a la actividad, el 31 de mayo de 2014 el entrenador de la selección uruguaya, Óscar Washington Tabárez, incluyó a Coates en la lista de 23 jugadores que representaron a la selección uruguaya de fútbol en la Copa Mundial de Fútbol de 2014.
En el año 2015 volvió a ser convocado para participar de la Copa América disputada en Chile, al tiempo que también comenzó el proceso de Eliminatorias rumbo al Mundial de Rusia 2018. En el año 2016, fue preseleccionado para la Copa América Centenario que conmemoraba los 100 años del primer torneo continental. Sin embargo, fue desafectado del grupo definitivo por un desgarro en su pierna derecha. 
Las Eliminatorias al Mundial de Rusia 2018 culminaron en octubre de 2017 y Uruguay alcanzó el segundo puesto de la tabla, secundando a Brasil. El sorteo de los grupos se hizo en la ciudad de Moscú el día 1 de diciembre. De acuerdo al Ranking de la FIFA, Uruguay fue ubicado en el bombo 2. El sorteo deparó que los celestes disputaran el grupo A junto a Rusia (cabeza de serie y anfitrión), Egipto y Arabia Saudita. Uruguay completó exitosamente la serie encadenando 3 victorias y sin recibir goles en contra. Los octavos de final depararon el cruce frente a Portugal, que había terminado segundo en el Grupo B. Uruguay venció a los lusos en un ajustado partido por 2 a 1 con un doblete de Edinson Cavani. El sueño uruguayo culminó en cuartos de final al caer derrotados por 2 a 0 ante Francia, a la postre Campeón del Mundo.
La Copa América 2019 disputada en Brasil, volvió a contar con Coates como uno de los convocados. El equipo Celeste completó una primera fase sin sobresaltos en el primer lugar del grupo, lo cual deparó que su rival en cuartos de final fuera Perú. El encuentro ante los incaicos tuvo a Uruguay como claro dominador del encuentro. Las diversas chance de peligro fueron bien conjuradas por el guardameta peruano y las que no pudo detener fueron anuladas vía VAR por ajustado margen. La serie de penales volcó la balanza hacia los peruanos, que una histórica actuación alcanzaron la final del torneo. Uruguay terminó el torneo invicto y con un gran juego, pero sin alcanzar las semifinales.
El año 2020 tenía previsto el inicio de las clasificatorias para el Mundial de Catar 2022 en el marzo, pero la pandemia del COVID-19 (coronavirus) obligó a aplazar indefinidamente el inicio de la competición. De la misma forma, la Copa América prevista para junio de 2020, fue aplazada para junio de 2021.

#### Participaciones en Copas del Mundo
| Mundial                        | Sede   | Resultado        | Partidos | Goles |
| ------------------------------ | ------ | ---------------- | -------- | ----- |
| Copa Mundial de Fútbol de 2014 | Brasil | Octavos de final | 1        | 0     |
| Copa Mundial de Fútbol de 2018 | Rusia  | Cuartos de final | 1        | 0     |
| Copa Mundial de Fútbol de 2022 | Catar  | Fase de grupos   | 2        | 0     |

#### Participaciones en Copa América
| Copa              | Sede      | Resultado        | Partidos | Goles |
| ----------------- | --------- | ---------------- | -------- | ----- |
| Copa América 2011 | Argentina | Campeón          | 4        | 0     |
| Copa América 2015 | Chile     | Cuartos de final | 1        | 0     |
| Copa América 2019 | Brasil    | Cuartos de final | 1        | 0     |
| Copa América 2021 | Brasil    | Cuartos de final | 1        | 0     |

#### Participaciones en Copa Confederaciones
| Copa                      | Sede   | Resultado    | Partidos | Goles |
| ------------------------- | ------ | ------------ | -------- | ----- |
| Copa Confederaciones 2013 | Brasil | Cuarto lugar | 2        | 0     |

#### Goles internacionales
| # | Fecha                   | Lugar                                            | Rival         | Gol | Resultado | Competición              |
| - | ----------------------- | ------------------------------------------------ | ------------- | --- | --------- | ------------------------ |
| 1 | 10 de noviembre de 2016 | Estadio Centenario, Montevideo, Uruguay          | Ecuador       | 1-0 | 2-1       | Eliminatorias Rusia 2018 |
| 2 | 28 de marzo de 2023     | Estadio Mundialista de Seúl, Seúl, Corea del Sur | Corea del Sur | 1-0 | 2-1       | Amistoso                 |

## Estadísticas

### Clubes
Actualizado el 6 de julio de 2025.
| Club                           | Div.          | Temporada     | Liga  | Liga  | Copas nacionales | Copas nacionales | Copas internacionales | Copas internacionales | Total | Total |
| Club                           | Div.          | Temporada     | Part. | Goles | Part.            | Goles            | Part.                 | Goles                 | Part. | Goles |
| ------------------------------ | ------------- | ------------- | ----- | ----- | ---------------- | ---------------- | --------------------- | --------------------- | ----- | ----- |
| Nacional · Uruguay             | 1.ª           | 2008-09       | 11    | 3     | –                | –                | 5                     | 1                     | 16    | 4     |
| Nacional · Uruguay             | 1.ª           | 2009-10       | 36    | 2     | –                | –                | 8                     | 1                     | 44    | 3     |
| Nacional · Uruguay             | 1.ª           | 2010-11       | 28    | 1     | –                | –                | 5                     | 0                     | 33    | 1     |
| Nacional · Uruguay             | 1.ª           | 2011-12       | 1     | 0     | –                | –                | 0                     | 0                     | 1     | 0     |
| Liverpool F. C. Inglaterra     | 1.ª           | 2011-12       | 7     | 1     | 5                | 0                | 0                     | 0                     | 12    | 1     |
| Liverpool F. C. Inglaterra     | 1.ª           | 2012-13       | 5     | 0     | 4                | 0                | 3                     | 1                     | 12    | 1     |
| Liverpool F. C. Inglaterra     | Total club    | Total club    | 12    | 1     | 9                | 0                | 3                     | 1                     | 24    | 2     |
| Nacional · Uruguay             | 1.ª           | 2013-14       | 6     | 0     | –                | –                | 1                     | 0                     | 7     | 0     |
| Sunderland A. F. C. Inglaterra | 1.ª           | 2014-15       | 10    | 0     | 3                | 0                | –                     | –                     | 13    | 0     |
| Sunderland A. F. C. Inglaterra | 1.ª           | 2015-16       | 16    | 0     | 3                | 0                | –                     | –                     | 19    | 0     |
| Sunderland A. F. C. Inglaterra | Total club    | Total club    | 26    | 0     | 6                | 0                | 0                     | 0                     | 32    | 0     |
| Sporting C. P. Portugal        | 1.ª           | 2015-16       | 13    | 0     | 0                | 0                | 1                     | 0                     | 14    | 0     |
| Sporting C. P. Portugal        | 1.ª           | 2016-17       | 33    | 3     | 4                | 0                | 6                     | 0                     | 43    | 3     |
| Sporting C. P. Portugal        | 1.ª           | 2017-18       | 34    | 2     | 9                | 3                | 11                    | 0                     | 54    | 5     |
| Sporting C. P. Portugal        | 1.ª           | 2018-19       | 31    | 1     | 10               | 1                | 8                     | 0                     | 49    | 2     |
| Sporting C. P. Portugal        | 1.ª           | 2019-20       | 29    | 4     | 4                | 0                | 7                     | 2                     | 40    | 6     |
| Sporting C. P. Portugal        | 1.ª           | 2020-21       | 33    | 5     | 5                | 2                | 2                     | 0                     | 40    | 7     |
| Sporting C. P. Portugal        | 1.ª           | 2021-22       | 30    | 2     | 5                | 1                | 6                     | 2                     | 41    | 5     |
| Sporting C. P. Portugal        | 1.ª           | 2022-23       | 30    | 1     | 4                | 0                | 10                    | 2                     | 44    | 3     |
| Sporting C. P. Portugal        | 1.ª           | 2023-24       | 29    | 4     | 8                | 1                | 7                     | 1                     | 44    | 6     |
| Sporting C. P. Portugal        | Total club    | Total club    | 262   | 22    | 49               | 8                | 58                    | 7                     | 369   | 37    |
| Nacional · Uruguay             | 1.ª           | 2024          | 14    | 3     | 1                | 0                | 2                     | 0                     | 17    | 3     |
| Nacional · Uruguay             | 1.ª           | 2025          | 19    | 1     | 1                | 0                | 5                     | 1                     | 25    | 2     |
| Nacional · Uruguay             | Total club    | Total club    | 115   | 10    | 2                | 0                | 26                    | 3                     | 143   | 13    |
| Total carrera                  | Total carrera | Total carrera | 415   | 33    | 66               | 8                | 87                    | 11                    | 568   | 52    |
| 1. 2.                          |               |               |       |       |                  |                  |                       |                       |       |       |

### Selección sub-20
| Fecha      | Ciudad         | Local      | Resultado | Visitante  | Competencia              | Goles |
| ---------- | -------------- | ---------- | --------- | ---------- | ------------------------ | ----- |
| 20/01/2009 | Puerto Ordaz   | Bolivia    | 0-2       | Uruguay    | Sudamericano Sub-20 2009 | 0     |
| 24/01/2009 | Puerto Ordaz   | Paraguay   | 2-4       | Uruguay    | Sudamericano Sub-20 2009 | 0     |
| 28/01/2009 | Puerto Ordaz   | Uruguay    | 3-2       | Brasil     | Sudamericano Sub-20 2009 | 0     |
| 02/02/2009 | Maturín        | Uruguay    | 2-1       | Colombia   | Sudamericano Sub-20 2009 | 0     |
| 04/02/2009 | Puerto La Cruz | Argentina  | 1-2       | Uruguay    | Sudamericano Sub-20 2009 | 0     |
| 06/02/2009 | Puerto La Cruz | Uruguay    | 2-2       | Paraguay   | Sudamericano Sub-20 2009 | 0     |
| 26/09/2009 | Ismailia       | Inglaterra | 0-1       | Uruguay    | Mundial Sub-20 2009      | 0     |
| 29/09/2009 | Ismailia       | Uruguay    | 3-0       | Uzbekistán | Mundial Sub-20 2009      | 0     |
| 02/10/2009 | Ismailia       | Uruguay    | 2-2       | Ghana      | Mundial Sub-20 2009      | 0     |
| 07/10/2009 | Puerto Saíd    | Brasil     | 3-1       | Uruguay    | Mundial Sub-20 2009      | 0     |
| Total      |                | Presencias | 10        |            | Goles                    | 0     |

### Selección absoluta
Actualizado el 28 de noviembre de 2022.
| Uruguay | Uruguay | Uruguay |
| Año     | Part.   | Goles   |
| ------- | ------- | ------- |
| 2011    | 7       | 0       |
| 2012    | 2       | 0       |
| 2013    | 4       | 0       |
| 2014    | 3       | 0       |
| 2015    | 4       | 0       |
| 2016    | 6       | 1       |
| 2017    | 3       | 0       |
| 2018    | 4       | 0       |
| 2019    | 6       | 0       |
| 2020    | 1       | 0       |
| 2021    | 3       | 0       |
| 2022    | 6       | 0       |
| 2023    | 2       | 1       |
| Total   | 51      | 2       |

## Palmarés

### Títulos nacionales
| Título                | Club            | País       | Año     |
| --------------------- | --------------- | ---------- | ------- |
| Campeonato Uruguayo   | Nacional        | Uruguay    | 2008-09 |
| Campeonato Uruguayo   | Nacional        | Uruguay    | 2010-11 |
| Copa de la Liga       | Liverpool F. C. | Inglaterra | 2011-12 |
| Copa de la Liga       | Sporting C. P.  | Portugal   | 2017-18 |
| Copa de la Liga       | Sporting C. P.  | Portugal   | 2018-19 |
| Copa de Portugal      | Sporting C. P.  | Portugal   | 2018-19 |
| Copa de la Liga       | Sporting C. P.  | Portugal   | 2020-21 |
| Primeira Liga         | Sporting C. P.  | Portugal   | 2020-21 |
| Supercopa de Portugal | Sporting C. P.  | Portugal   | 2021    |
| Copa de la Liga       | Sporting C. P.  | Portugal   | 2021-22 |
| Primeira Liga         | Sporting C. P.  | Portugal   | 2023-24 |
| Torneo Intermedio     | Nacional        | Uruguay    | 2024    |
| Supercopa Uruguaya    | Nacional        | Uruguay    | 2025    |

### Títulos internacionales
| Título       | Equipo               | País      | Año  |
| ------------ | -------------------- | --------- | ---- |
| Copa América | Selección de Uruguay | Argentina | 2011 |

### Distinciones individuales
| Distinción                                                       | Año     |
| ---------------------------------------------------------------- | ------- |
| Futbolista Revelación del Uruguayo 2008-09                       | 2008-09 |
| Mejor Defensa del Uruguayo 2009-10                               | 2009-10 |
| Mejor Defensa del Uruguayo 2010-11                               | 2010-11 |
| Mejor Jugador del Uruguayo 2010-11                               | 2010-11 |
| Mejor Jugador del Uruguayo 2010-11                               | 2010-11 |
| Mejor Jugador Joven de la Copa América 2011                      | 2011    |
| Defensa del mes de octubre/noviembre de la Primeira Liga 2017-18 | 2017-18 |
| Equipo Ideal de la Primeira Liga 2017-18                         | 2017-18 |
| Defensa del mes de febrero de la Primeira Liga 2020-21           | 2020-21 |
| Defensa del mes de marzo de la Primeira Liga 2020-21             | 2020-21 |
| Defensa del mes de abril de la Primeira Liga 2020-21             | 2020-21 |
| Equipo Ideal de la Primeira Liga 2020-21                         | 2020-21 |
| Mejor jugador de la Primeira Liga 2020-21                        | 2020-21 |